# Giussani (cognome)
Giussani è un cognome di lingua italiana.

## Varianti
Giussano.

## Origine e diffusione
Cognome tipicamente lombardo, è presente prevalentemente nel milanese.
Potrebbe derivare dal toponimo Giussano.

## Persone
- Angela e Luciana Giussani – autrici di fumetti italiane, ideatrici del personaggio di Diabolik
- Aurelio Giussani (1915-1977) – presbitero italiano
- Camillo Giussani, propr. Camilio Francesco Giussani (1879-1960) – avvocato, banchiere, dirigente d'azienda, latinista, traduttore e alpinista italiano